# Gardone Val Trompia
Gardone Val Trompia es una localidad y comune italiana de la provincia de Brescia, región de Lombardía, con 11.774 habitantes.

## Evolución demográfica
| Gráfica de evolución demográfica de Gardone Val Trompia entre 1861 y 2001 |
|                                                                           |
| Fuente ISTAT - elaboración gráfica de Wikipedia                           |

## Curiosidades
- Aquí se encuentra la sede de la empresa Beretta, fundada por Bartolomeo Beretta.

## Referencias

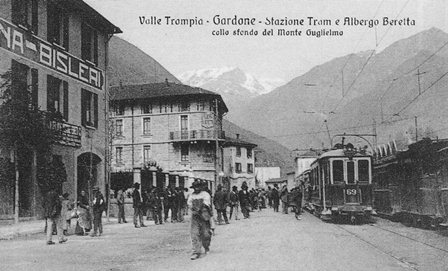
Gardone Val Trompia, 1910s